# Poppea variegata
Poppea variegata är en insektsart som beskrevs av Frederick Byron Plummer. Poppea variegata ingår i släktet Poppea och familjen hornstritar. Inga underarter finns listade i Catalogue of Life.